# Garrincha
Garrincha, właśc. Manuel Francisco dos Santos (ur. 28 października 1933 w Pau Grande, zm. 20 stycznia 1983 w Rio de Janeiro) – brazylijski piłkarz, który zdobywał mistrzostwo świata w 1958 i 1962. Drugą żoną Garrinchy była sławna brazylijska piosenkarka Elza Soares. Zmarł na marskość wątroby.

## Kariera
Garrincha urodził się w miejscowości Pau Grande, w dystrykcie Magé i stanie Rio de Janeiro w 1933. Jego pseudonim Garrincha znaczył dosłownie Ptak Śpiewający. Uznawany za jednego z najlepszych piłkarzy w historii, szczególnie ze względu na umiejętności dryblingu. Na płaszczyźnie klubowej zagrał 581 meczów dla Botafogo FR, w których strzelił 232 bramki. Grał również dla Corinthians Paulista, CR Flamengo, Olaria Rio de Janeiro oraz kolumbijskim Atletico Junior Barranquilla. Jego profesjonalna kariera piłkarska obejmuje lata od 1953 do 1972.
Garrincha zagrał 50 razy w reprezentacji Brazylii, w latach 1955–1966, reprezentował swój kraj na mistrzostwach świata w 1958, 1962 i 1966 roku. Tylko jeden mecz międzynarodowy z jego udziałem zakończył się porażką (na mistrzostwach świata 1966 1:3 z Węgrami). Brazylia jednak nigdy nie przegrała, mając w składzie i Garrinchę, i Pelégo.

### Botafogo
Garrincha podpisał kontrakt z Botafogo w 1953. W wygranym 5:0 meczu rezerw klubu strzelił swojego pierwszego hat-tricka w debiucie w pierwszej drużynie, w meczu przeciwko Bonsucesso 19 lipca 1953 roku. Mimo braku wielu klasowych przeciwników do gry na prawym skrzydle w reprezentacji, nie został powołany na mundial 1954. Pomógł jednak Botafogo w zdobyciu mistrzostwa (stanu Guanabara) w 1957, czym przekonał selekcjonerów kadry do powołania go na mistrzostwa świata w 1958.

### Mistrzostwa Świata 1958
Garrincha nie wystąpił w dwóch pierwszych meczach Brazylii na tym turnieju, ale rozpoczął mecz z ZSRR w pierwszym składzie. W jednym z momentów gry, Garrincha otrzymał futbolówkę na prawym skrzydle, ograł trzech zawodników i oddał strzał, który trafił w słupek. Minutę później wypracował okazję dla Pelégo, który wymanewrował radziecką obronę i trafił w poprzeczkę. Brazylia wygrała ten mecz i cały turniej, a Garrincha stał się jednym z najbardziej znanych piłkarzy na świecie.
Jego popisem był mecz finałowy, w którego pierwszej połowie wypracował dwa gole strzelone przez Vavę, a sam po rajdach prawym skrzydłem trafił w słupek i w boczną siatkę.

### 1958–1962
Garrincha przybrał na wadze po turnieju o Puchar Świata, częściowo przez swoją namiętność do jedzenia słodyczy, a częściowo przez swój rozwijający się alkoholizm. Z tego powodu został wyrzucony z drużyny przed meczem towarzyskim z Anglią w Rio de Janeiro 13 maja 1959 roku. Miesiąc później, kiedy wyjechał z Botafogo na tournée do Szwecji. Po powrocie do Brazylii pojechał do domu rodzinnego w Pau Grande, gdzie potrącił swojego ojca. W sierpniu jego żona Nair urodziła ich piąte dziecko, a jego kochanka Iraci spodziewała się potomka po raz pierwszy. Ojciec Garrinchy zmarł na raka wątroby 10 października jako osoba uzależniona od alkoholu przez wiele lat.

### Mistrzostwa Świata 1962
Garrincha był jednym z wyróżniających się zawodników na Mistrzostwach Świata 1962. Kiedy Pelé doznał kontuzji po drugim meczu i do końca turnieju siedział na ławce rezerwowych, Garrincha odegrał decydującą rolę w triumfie Brazylii w finale i całym turnieju. W 1971 roku pojawiły się plotki, jakoby miał przenieść się do Red Star Paryż, jednak ostatecznie do transferu nie doszło.

### Mistrzostwa Świata 1966
Choć zmagał się z urazem kolana, co było jego plagą do końca kariery, Garrincha zagrał w pierwszym meczu turnieju, wygranym 2:0 meczu przeciwko Bułgarii, w którym strzelił jedną z bramek; z rzutu wolnego wykonanego zewnętrzną częścią stopy. Porażka Brazylii 1:3 z Węgrami na Goodison Park, była ostatnim meczem w historii międzynarodowych występów Garrinchy i jednocześnie jedynym jego przegranym w reprezentacji Brazylii. Nie grał w ostatnim meczu pierwszej rundy przeciwko Portugalii, również przegranym 1:3. Brazylia została wyeliminowana w pierwszej rundzie.